# Robert Bortuzzo
Robert Bortuzzo (* 18. März 1989 in Thunder Bay, Ontario) ist ein kanadischer Eishockeyspieler, der seit August 2024 bei den Utah Mammoth in der National Hockey League (NHL) unter Vertrag steht und dort auf der Position des Verteidigers spielt. Zuvor war Bortuzzo unter anderem sechs Jahre in der Organisation der Pittsburgh Penguins sowie acht Jahre bei den St. Louis Blues aktiv. Mit den Blues gewann er in den Playoffs 2019 den Stanley Cup.

## Karriere

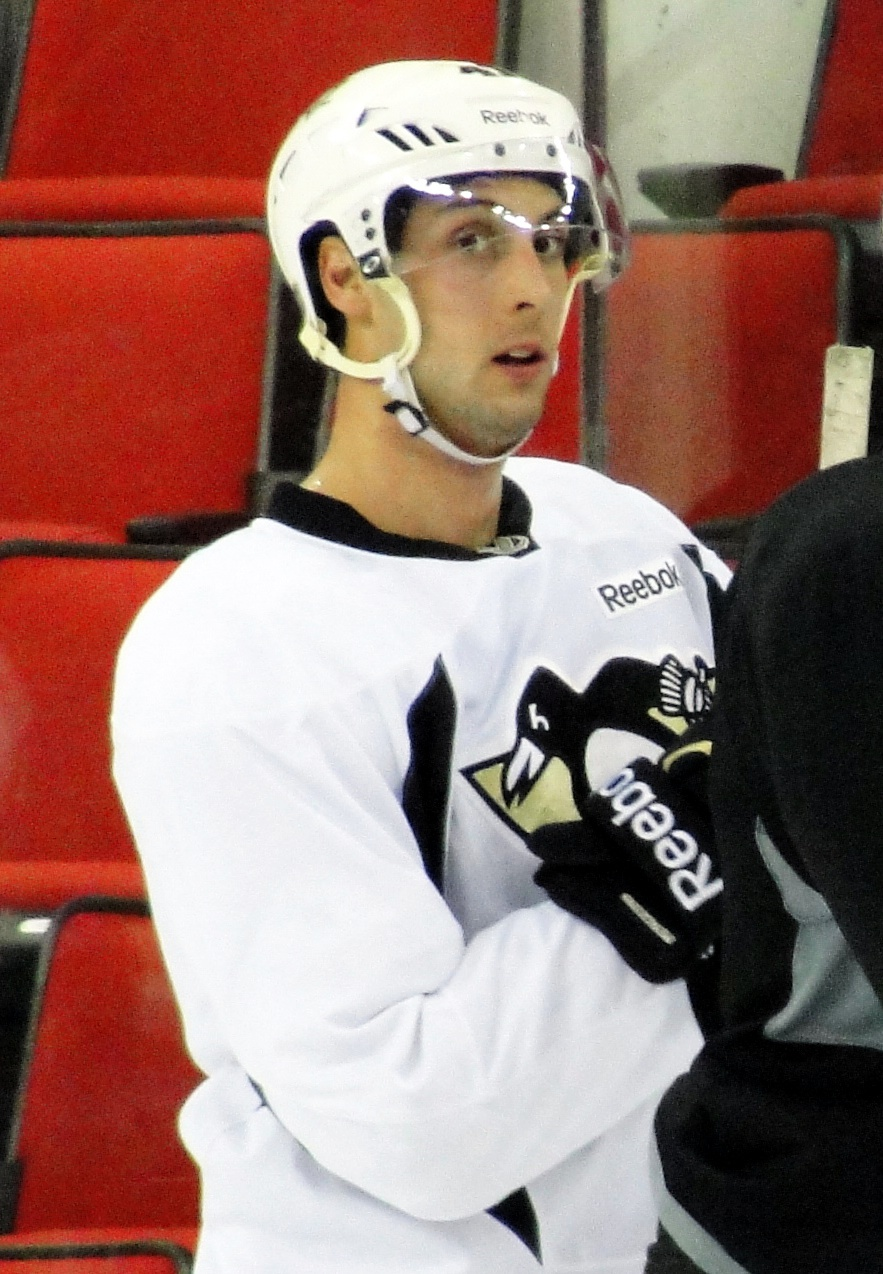
Bortuzzo im Trikot der Pittsburgh Penguins (2013)

### Jugend
Robert Bortuzzo wurde in Thunder Bay geboren und spielte dort im Juniorenbereich bei den Thunder Bay Kings. 2005 wechselte er zu den Fort William North Stars, die ebenfalls in Thunder Bay angesiedelt sind. Nach einem Jahr schaffte er den Sprung in die Ontario Hockey League (OHL), eine der drei wichtigsten Juniorenligen Kanadas, wobei er fortan für die Kitchener Rangers zum Einsatz kam. Im Anschluss an die Spielzeit 2006/07 war Bortuzzo alt genug für den NHL Entry Draft, bei dem er im Sommer 2007 an 78. Position von den Pittsburgh Penguins ausgewählt wurde. Wie üblich blieb er jedoch zunächst bei den Kitchener Rangers unter Vertrag, um weiterhin Spielpraxis zu sammeln. So gelang dem Kanadier mit der Mannschaft in der Folgesaison der Gewinn der Hamilton Spectator Trophy für die meisten Punkte in der regulären Saison. In den anschließenden Play-offs um den Memorial Cup scheiterten die Rangers erst im Finale an den Spokane Chiefs. Den Großteil der anschließenden Spielzeit 2008/09 verpasste Bortuzzo aufgrund einer Verletzung der Rotatorenmanschette samt Operation.

### Pittsburgh Penguins
Mit Beginn der Saison 2009/10 wechselte Bortuzzo von der OHL in die American Hockey League (AHL) zu den Wilkes-Barre/Scranton Penguins und damit zum Farmteam der Pittsburgh Penguins. In seiner ersten AHL-Saison kam der 1,93 m große Verteidiger auf 12 Scorerpunkte in 75 Spielen. Diese Statistik sollte sich im nächsten Jahr deutlich erhöhen, wo ihm vier Tore und 22 Vorlagen in 79 Spielen gelangen. Aufgrund seiner Leistungen durfte er zudem am AHL All-Star Game im Januar 2011 teilnehmen und erzielte dort zwei Treffer. Zu Beginn der Saison 2011/12 ersetzte Bortuzzo den verletzten Ben Lovejoy und kam dadurch am 5. November 2011 zu seinem NHL-Debüt beim 3:2-Erfolg über die Los Angeles Kings. Ende November wurde er erneut in den NHL-Kader berufen und absolvierte fünf Spiele, allerdings kehrte er danach bis zum Saisonende in die AHL zurück. Dort blieb er bis spät in die Folgesaison 2012/13 hinein, sodass er erst im Januar 2013 erneut in den NHL-Kader berufen wurde.
Dieses Mal erspielte er sich dort jedoch einen festeren Platz und absolvierte 15 Spiele bis zum Ende der regulären Saison; in den Play-offs wurde er indes nicht eingesetzt. Im Sommer des gleichen Jahres wurde Bortuzzos Vertrag um zwei Jahre verlängert. Seit der Saison 2013/14 steht Bortuzzo fest im Kader der Penguins und übernimmt dort zumeist die Rolle des siebten Verteidigers, spielt also ohne festen Partner bzw. ohne feste Reihe. In seiner ersten regulären Saison kam er auf 10 Vorlagen in 54 Spielen.

### St. Louis, New York und Utah
Im März 2015 gaben ihn die Penguins samt einem Siebtrunden-Wahlrecht für den NHL Entry Draft 2016 an die St. Louis Blues ab und erhielten im Gegenzug Ian Cole. Mit dem Team gewann er in den Playoffs 2019 den Stanley Cup. Nach weiteren vier Jahren in der Organisation wurde der Verteidiger im Dezember 2023 im Tausch für ein Siebtrunden-Wahlrecht für den NHL Entry Draft 2024 an die New York Islanders abgegeben. Nach einem Jahr in New York wechselte er im August 2024 als Free Agent zum neu gegründeten Utah Hockey Club. Dieser firmiert seit Mai 2025 als Utah Mammoth.

## Erfolge und Auszeichnungen
- 2011 Teilnahme am AHL All-Star Classic
- 2019 Stanley-Cup-Gewinn mit den St. Louis Blues

## Karrierestatistik
Stand: Ende der Saison 2024/25
(Legende zur Spielerstatistik: Sp oder GP = absolvierte Spiele; T oder G = erzielte Tore; V oder A = erzielte Assists; Pkt oder Pts = erzielte Scorerpunkte; SM oder PIM = erhaltene Strafminuten; +/− = Plus/Minus-Bilanz; PP = erzielte Überzahltore; SH = erzielte Unterzahltore; GW = erzielte Siegtore; 1 Play-downs/Relegation; Kursiv: Statistik nicht vollständig)